# Teachings in Silence
Teachings in Silence er et opsamlingsalbum af det norske avantgarde-band Ulver. Det kombinerer de to tidligere ep'er, Silence Teaches You How to Sing og Silencing the Singing. Oprindeligt blev albummet udgivet i 2002 i kun 1000 eksemplarer, men blev dog siden hen genoptrykt i 2003.

## Spor
1. "Silence Teaches You How to Sing" – 24:05
2. "Darling Didn't We Kill You?" – 8:52
3. "Speak Dead Speaker" – 9:33
4. "Not Saved" – 10:29